# Shakira
Shakira Isabel Mebarak Ripoll (phát âm tiếng Tây Ban Nha: [(t)ʃaˈkiɾa isaˈβel meβaˈɾak riˈpol]; tiếng Anh: /ʃəˈkiːrə/; sinh ngày 2 tháng 2 năm 1977) là một nữ ca sĩ, nhạc sĩ, vũ công và nhà sản xuất thu âm người Colombia. Sinh ra và lớn lên ở Barranquilla, cô bắt đầu biểu diễn ở trường, thể hiện rõ những ảnh hưởng của các dòng nhạc Mỹ Latinh, Ả Rập và Rock and roll và khả năng múa bụng của cô. Hai album phòng thu đầu tiên của Shakira, Magia và Peligro, đã thất bại trong việc đạt được những thành công về thương mại trong những năm 90. Tuy nhiên, cô bắt đầu nổi tiếng ở châu Mỹ Latinh với sự ra mắt của album phòng thu Pies Descalzos (1996), và album thứ tư, Dónde Están los Ladrones? (1998). Đến năm 2001, cô đã bán được hơn 20 triệu album một mình ở châu Mỹ Latinh cho đến nay.
Shakira đặt chân vào thị trường thương mại tiếng Anh với album thứ năm của cô, Laundry Service. Đĩa đơn đầu tiên của album này, "Whenever, Wherever", đã trở thành một trong những đĩa đơn thành công nhất vào năm 2002. Thành công của cô được củng cố thêm với album thứ sáu và thứ bảy của cô, Fijación Oral Vol. 1 và Oral Fixation Vol. 2 (2005), sau đó cho ra đời một trong những ca khúc bán chạy nhất của thế kỷ 21, "Hips Don't Lie", đạt vị trí thứ 1 2 tuần liên tiếp trên bảng xếp hạng uy tín hàng đầu thế giới Billboard và bán được hơn 15 triệu bản chỉ tính riêng lượt tải xuống (không bao gồm bất kỳ hình thức bán hàng kỹ thuật số, dòng luồng hay các bản sao vật lí). Album thứ tám và chín của Shakira, She Wolf (2009) và Sale el Sol (2010), đã nhận được nhiều lời khen từ các nhà phê bình. Bài hát chính thức cho Giải World Cup 2010, "Waka Waka (This Time for Africa)", trở thành bài hát World Cup bán chạy nhất mọi thời đại với hơn 10 triệu lượt tải về. Với hơn 3,3 tỷ lượt xem (tính đến tháng 11 năm 2022), nó là một trong những video âm nhạc được xem nhiều nhất trên nền tảng YouTube. Cô có bốn trong số hai mươi bài hit bán chạy nhất trong thập kỷ qua (2000 - 2009). Shakira được chọn làm huấn luyện viên trong các phiên bản mùa thứ tư và thứ sáu của chương trình The Voice phiên bản Mỹ lần lượt vào những năm 2013 và 2014. Album thứ 10 của cô, Shakira (2014), bao gồm đĩa đơn "Can't Remember to Forget You" là đĩa đơn đầu tiên.
Shakira đã nhận được rất nhiều giải thưởng, bao gồm 5 Giải Video âm nhạc của MTV, 2 Giải Grammy, 13 Giải Grammy Latin, 7 Giải thưởng âm nhạc Billboard, 33 Giải thưởng âm nhạc Latin của Billboard và được nhận đề cử Giải Quả cầu vàng. Cô sở hữu một ngôi sao trên Đại lộ Danh vọng Hollywood, và bán được hơn 125 triệu đĩa thu âm trên toàn cầu (hơn 70 triệu album được bán) với 25,4 triệu bản thu âm được bán ra tại Mỹ (cho đến năm 2014), làm cho cô trở thành ca sĩ Nam Mỹ bán chạy nhất và một trong những nghệ sĩ bán chạy nhất mọi thời đại.
Cô đã thực hiện nhiều hoạt động từ thiện thông qua các việc làm từ thiện đặc biệt thông qua Quỹ hỗ trợ Pies Descalzos của cô. Vào năm 2011, cô đã được bổ nhiệm bởi Tổng thống Hoa Kỳ Barack Obama đến Ủy ban Cố vấn của Tổng thống về Điểm trội về Giáo dục cho những người Tây Ban Nha/Bồ Đào Nha – một nhóm bốn người sẽ đưa ra lời khuyên cho tổng thống và Bộ trưởng Giáo dục Hoa Kỳ Arne Duncan. Vào năm 2014, cô được xếp hạng 58 trong danh sách những người phụ nữ quyền lực nhất của tạp chí Forbes.
Bên cạnh đó cô cũng là một người sở hữu số điểm IQ rất cao - 140 điểm, thông thạo 5 thứ tiếng (Tây Ban Nha, Anh, Ý, Bồ Đào Nha và Pháp). Trong một cuộc phỏng vấn, cho tiết lộ rằng cô chỉ mất khoảng 2 năm để học tốt 1 ngôn ngữ mới. Ngoài ra, trong quá trình tham gia chương trình The Voice phiên bản Mỹ ở mùa thứ 4 và thứ 6 dưới vai trò là 1 người huấn luyện viên, Shakira còn khiến cho mọi người kể cả ba huấn luyện viên còn lại trong chương trình phải bất ngờ vì vốn từ vựng tiếng Anh phong phú và đầy chuyên môn của cô mặc dù tiếng Anh không phải là thứ tiếng mẹ đẻ đối với Shakira.

## Tiểu sử
Shakira Isabel Mebarak Ripoll được sinh vào ngày 2 tháng 2 năm 1977 tại Barranquilla, Colombia. Cô là con một của William Mebarak Chadid và Nidia Ripoll Torrado. Ông bà nội của cô di cư từ Liban đến Thành phố New York, nơi cha cô được sinh ra. Cha cô sau đó đã di cư sang Colombia lúc ông 5 tuổi. Cái tên Shakira có nguồn gốc từ tiếng Ả Rập (شَاكِرَة, šākirah), theo đó nó có nghĩa là "biết ơn". Nó là dạng dành cho nữ của cái tên Shakir (شَاكِر, šākir). Cô có tổ tiên là người Tây Ban Nha (Catalunya và Castilla) và Ý. Cô lớn lên trong Giáo hội Công giáo Rôma và theo học trường Giáo hội. Cô có tám người anh chị em cùng cha khác mẹ từ cuộc hôn nhân trước kia của cha cô. Shakira dành phần lớn tuổi trẻ của mình ở Barranquilla, một thành phố nằm trong vùng biển Caribe ở phía bắc của Colombia, và viết ra bài thơ đầu tay, có tựa đề "La Rosa De Cristal/Bông Hồng Pha Lê", khi cô chỉ mới bốn tuổi. Khi cô lớn lên, cô bị mê hoặc khi nhìn cha cô viết truyện bằng một máy đánh chữ, và hỏi xin cha một cái cho ngày lễ Giáng sinh. Cô có một chiếc khi cô 7 tuổi, và tiếp tục sáng tác thơ sau đó. Những bài thơ đó cuối cùng đã được chuyển thể thành bài hát. Khi Shakira 2 tuổi, một người anh trai cùng cha khác mẹ của cô qua đời sau một tai nạn xe máy; sáu năm sau, khi lên 8 tuổi, Shakira viết ra bài hát đầu tiên của cô, có tựa đề "Tus gafas oscuras/Đôi kính đen của anh", được truyền cảm hứng từ cha cô, người đã nhiều năm đeo cặp kính đen để che giấu đi nỗi đau của mình.
Khi Shakira 4 tuổi, cha cô dẫn cô đến một nhà hàng địa phương ở Trung Đông, nơi mà Shakira lần đầu tiên nghe được âm thanh của chiếc trống Goblet, một loại trống truyền thống được sử dụng trong nhạc Ả Rập và thường đi cùng với múa bụng. Cô bắt đầu nhảy múa cho mọi người xem và bình luận, và chính kinh nghiệm trên đã làm cô nhận ra rằng cô muốn trở thành một nghệ sĩ biểu diễn. Cô thích thú việc hát hò cho bạn cùng lớp và giáo viên (thậm chí cả các nữ tu) ở ngôi trường Giám hội cô đang theo học, nhưng khi lên lớp hai, cô lại bị loại khỏi dàn hợp xướng của trường vì lý do vibrato của cô quá mạnh mẽ. Giáo viên âm nhạc của cô nói với cô rằng cô hát giống như "một con dê". Ở trường, cô thường bị đuổi ra khỏi lớp vì chứng rối loạn tăng động giảm chú ý (ADHD) của cô. Cô nói rằng cô từng được biết đến là "cô gái múa bụng", và cô sẽ thể hiện một số bài học cô đã học được vào mỗi ngày thứ sáu ở trường. "Đó là cách tôi khám phá ra được niềm đam mê của tôi với nghệ thuật biểu diễn trực tiếp", cô nói. Để thấm nhuần lòng biết ơn của Shakira trong việc nuôi dạy cô, cha cô đã đưa cô đến một công viên địa phương, nơi mà trẻ em mồ côi sinh sống. Những hình ảnh ấy đã nằm sâu trong tâm trí cô, và cô tự nhủ: "Một ngày nào đó, mình sẽ giúp đỡ những đứa trẻ này khi mình trở thành một nghệ sĩ nổi tiếng."
Trong những năm từ 10 đến 13 tuổi, Shakira được mời đến dự nhiều sự kiện lớn tại Barranquilla và giành được nhiều cảm tình từ người dân nơi đây. Cũng trong thời gian này, cô đã gặp nhà sản xuất của một nhà hát địa phương Monica Ariza, người rất ấn tượng với cô và giúp đỡ cô trong những ngày đầu lập nghiệp. Trong chuyến bay từ Barranquilla tới Bogotá, Ariza đã thuyết phục giám đốc người Colombia Ciro Vargas của tập đoàn Sony cho Shakira một cơ hội thử giọng tại tiền sảnh của một khách sạn. Vargas đã giúp nâng đỡ Shakira rất nhiều, và quay trở lại văn phòng của Sony, đưa cuốn băng cassette cho một đạo diễn bài hát và âm nhạc. Tuy nhiên, đạo diễn đã tỏ ra không mấy phấn khởi và nghĩ rằng Shakira là một cái gì đó của "một nguyên nhân gây thất lạc". Không nản chí và vẫn tin rằng Shakira có tài năng, Vargas đã sắp xếp một buổi thử giọng ở Bogotá. Ông sắp xếp cho các giám đốc điều hành của Sony Colombia đến tham dự, với ý tưởng làm họ ngạc nhiên với màn trình diễn của Shakira. Cô đã biểu diễn ba bài hát cho các giám đốc điều hành và gây ấn tượng với họ đủ đến mức cô ký được ba hợp đồng để thu âm ba album.

## Sự nghiệp

### 1990–1995: Khởi đầu
Album đầu tay của Shakira, Magia, được thu âm cùng với hãng Sony Music Colombia vào năm 1991 lúc cô chỉ mới 14 tuổi. Bài hát là một bộ sưu tập được cô bắt đầu thực hiện từ khi cô 8 tuổi, kết hợp những bài hát ballad pop-rock và disco có nhịp nhanh có kết hợp với nhạc điện tử. Tuy nhiên, nó lại bị cản trở bởi sự thiếu cấu kết trong cả việc thu âm và sản xuất. Album được phát hành vào ngày 24 tháng 6 năm 1991, bao gồm "Magia" và ba đĩa đơn khác.

### 1995-2000: Thành công tạiMỹ LatinhvàTây Ban Nha
Shakira quay lại thu album thứ ba của cô vào năm 1995. Album này mang tên Pies Descalzos (Bare Feet) đã mang về cho cô danh tiếng tại Châu Mĩ Latinh và có số lượng đĩa bán ra hơn 7 triệu đĩa trên toàn thế giới. Các ca khúc "Estoy Aquí"; "Pies Descalzos, Suenos Blancos", "Dónde Estás Corazón?" và Un Poco de Amor đã trở thành ví dụ điển hình cho văn hoá nhạc Pop. Pies Descalzos bán được hơn 4 triệu bản. Chính thành công này đã khiến cô cho ra đời thêm album phối khí lại mang cái tên đơn giản là "The Remixes", bán được hơn 1 triệu bản. Album này bao gồm cả phiên bản tiếng Bồ Đào Nha rất thành công tại thị trường Brasil. Vào năm 1997, Shakira giành được 3 giải Billboard Music Awards bao gồm: Album của năm cho "Pies Descalzos", Nghệ sĩ mới xuất sắc nhất, Video của năm cho "Un Poco de Amor". do các thành công đó cô được công nhận là một trong những nghệ sĩ có triển vọng thành công lớn và tầm cỡ quốc tế.

### 1998-2000:¿Dónde Están los Ladrones?vàMTV Unplugged
Album thứ tư của cô mang tên ¿Dónde Están los Ladrones? (Where are the thieves?) sản xuất năm 1998 do Emilio Estefan với chi phí 3 triệu đôla. Tuy nhiên cái giá đó không hề đắt vì chính album đó lại đem về cho cô 7 triệu đôla và kèm theo số lượng đĩa bán ra hơn 10 triệu đĩa, sau đó album được công nhận là album Latin bán chạy nhất của mọi thời đại. Cô bắt đầu tạo dựng tiếng tăm của mình tại các nước không sử dụng tiếng Tây Ban Nha như Pháp, Thụy Sĩ, Canada và đặc biệt là Mĩ. 8 trong số 11 ca khúc của album được ghi lại dưới dạng đĩa đơn bao gồm "Ciega, Sordomuda"; "Moscas en la Casa"; "No Creo"; "Inevitable"; "Tú"; "Si Te Vas"; "Octavo Día" và "Ojos Así". 
Vào năm 1999, Shakira rất vinh dự được đề cử giải Grammy cho Trình diễn nhạc Latin Rock xuất sắc nhất, nhưung giải thưởng đã thuộc về Maná, chứ không thuộc về cô.Đến năm 2000, Shakira giành được giải MTV Video Music Awards cho Nghệ sĩ người Mỹ Latin có Video được yêu thích nhất cho Ojos asi.
Cũng trong năm 1999, Sau khi được đề cử trong giải Grammy Award dành cho Trình diễn nhạc Latin Rock xuất sắc nhất" Shakira bắt đầu tiến hành thực hiện live show đầu tiên của cô. Sau khi diễn xong cô phát hành ra đĩa và bán ra hơn 5 triệu đĩa trên toàn thế giới. Vào năm 2001, Shakira đã xuất sắc vượt qua các nghệ sĩ như: Christina Aguilera, Oscar de la Hoya, Luis Miguel, Alejandro Sanz để chiến thắng giải Grammy cho Album Latin Pop xuất sắc nhất cho show diễn đầu tiên của cô MTV Unplugged và đồng thời cũng giành được 2 giải Latin Grammy cho Trình diễn giọng nữ Rock xuất sắc nhất cho ca khúc Octavo Día và Trình diễn giọng nữ Pop xuất sắc nhất cho ca khúc Ojos Así, còn đề cử danh giá Album của năm thì không giành được giải.

### 2001-2004: Thành công trên toàn thế giới vớiLaundry Service

Shakira với màn múa lắc hông trong video "Whenever, Wherever"

Năm 2001, được đà thắng lợi của album "Dónde Están los Ladrones?" và "MTV Unplugged", Shakira bắt đầu triển khai kế hoạch làm album bằng tiếng Anh. Hợp tác cùng Gloria Estefan, Shakira viết và ghi âm các phiên bản bằng tiếng Anh cho các ca khúc từ album trên. Đồng thời cô soạn thêm các ca khúc cho album mới Laundry Service. Cuối cùng với nhiều cố gắng, cô đã ký được hợp đồng với hãng Sony Music để phát hành album tiếp theo mang tên, Laundry Service, rất thành công trên bề mặt thương mại, album tiêu thụ hơn 20 triệu đĩa trên toàn thế giới, trở thành một trong những album bán chạy nhất của mọi thời đại, Laundry Service đã vị trí thứ 3 trên cả hai bảng xếp hạng cả Anh và Mỹ, với bài hát hit Whenever, Wherever đã gây chấn động đến thế giới về mức độ thành công tầm cỡ quốc tế, ca khúc đã đứng đầu tất cả các bảng xếp hạng châu Âu và châu Mỹ và đứng nhất bảng xếp hạng billboard hot 100, kèm theo với số lượng bảng bán ra vượt mức khổng lồ với số đĩa hơn 10 triệu bản, trở thành bản đĩa đơn bán chạy nhất của mọi thời đại.
Vào năm 2002, Shakira giành được 1 giải Latin Grammy cho Video hình thái ngắn xuất sắc nhất nâng số giải của cô lên đến 3 giải và đồng thời cô cũng giành thêm giải MTV Video Music Awards thứ hai của cô cho Nghệ sĩ người Mỹ Latin có Video được yêu thích nhất cho ca khúc Whenever, Wherever và 5 giải MTV Video Music Award bằng tiếng Latin bao gồm các mục: Nghệ sĩ của năm, Video của năm, Nữ nghệ sĩ xuất sắc nhất,Nghệ sĩ nhạc Pop xuất sắc nhất, Nghệ sĩ của vùng.
Shakira còn cho ra volume tiếng Tây Ban Nha "Grandes Éxitos" gồm một DVD và 10 ca khúc biên soạn trong album "Live & Off the record". Cũng trong năm này, cô thực hiện chuyến lưu diễn vòng quanh thế giới "Tour of the Mongoose" kéo dài đến năm 2003.
Tháng 9 năm 2002, Shakira giành giải khán giả quốc tế bình chọn tại lễ trao giải của MTV Video Music với video "Suerte". Năm 2002 có lẽ là năm chứng kiến nhiều sự kiện đáng nhớ của Shakira. Cô còn trình diễn ca khúc "Dude"/ "Looks Like A Lady" trong buổi lễ trao giải MTV của Aerosmith; cô cùng với Celine Dion, Anastacia, Cher và The Dixie Chicks trên "Divas" do kênh VH1 truyền hình trực tiếp tại Las Vegas.

### 2005-2007: Thành công ngoài sức tưởng tượng vớiFijación Oral, Vol. 1vàOral Fixation, Vol. 2
Tháng 6 năm 2005, Shakira phát hành album Fijación Oral Vol. 1 tại Châu Âu, Bắc Mĩ và Úc. Ca khúc dẫn đầu trong album này là "La Tortura"/ The Torture đứng đầu tại Tây Ban Nha và đứng thứ 23 trong top 100 của Billboard Hot 100. Bài hát này còn gặt hái thành công trên khắp thế giới. Album này còn mang về cho Shakira giải Grammy thứ hai của cô dành cho Giải Grammy cho album Latin Rock xuất sắc nhất và album này còn mang về cho thêm 5 giải Latin Grammy trong đó có 4 mục quan trọng: Album của năm, Thu âm của năm, Bài hát của năm, Album giọng Pop xuất sắc nhất. Trước khi cho ra album thứ hai bằng tiếng Anh "Oral Fixation Vol. 2", cô xuất hiện trong lễ trao giải MTV Music châu Âu và được đề cử cho giải nữ ca sĩ xuất sắc nhất. Cô khiến cho khán giả thậm chí cả các ngôi sao gạo cội trong làng âm nhạc phải ngạc nhiên khi cô qua mặt các nghệ sĩ tên tuổi quốc tế như Gwen Stefani. Sau khi giành được chiến thắng, cô cùng các vũ công trình bày luôn ca khúc đặc sắc nhất trong album này, "Don't Bother".

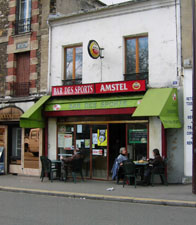
Shakira cùng Wyclef Jean trong video clip của ca khúc Hips Don't Lie

Album thứ hai bằng tiếng Anh của cô mang tên Oral Fixation Vol.2 được phát hành vào tháng 11 năm 2005 ở Bắc Mĩ và Úc. Album được bán ra hơn 8 triệu đĩa trên toàn thế giới, cũng là album bán chạy nhất trong năm 2006. Với thành công của ca khúc Hips Don't Lie đã đứng đầu tất cả các bảng xếp hạng ở các nước trong năm 2006 và càng được biết đến với phiên bản Bambo tại World Cup 2006, ca khúc trở thành một trong những bài hát được yêu thích nhất mọi thời đại vượt kỉ lục Guinness, Hips Don't Lie đứng vững trên bảng xếp hạng suốt 6 tháng liên tiếp, không có đối thủ vượt qua nổi, khi We Belong Together của Mariah Carey đứng ở vị trí thứ 2, Hips Don't Lie còn phá vỡ bảng xếp hạng Billboard Hot 100 đứng nhất bảng xếp hạng trong vòng 2 tuần. Với thành công kèm theo, bảng single tiêu thụ hơn 13 triệu bản trên toàn thế giới, trở thành một trong những bản single bán chạy nhát của mọi thời đại và trở thành ca khúc được yêu thích nhất trong năm 2006.
Vào năm 2007,Shakira rất vinh dự được mời biểu diễn tại lễ trao giải Grammy 2007 ca khúc Hips Don't Lie, đồng thời ca khúc mang về cho Shakira đề cử giải Grammy thứ tư của cô ở hạng mục Hợp tác giọng Pop xuất sắc nhất. Cũng trong năm này, Shakira cùng với Beyonce Knowles hợp tác song ca bài hát Beautiful Liar, ca khúc đã trở thành một trong những thành công vượt bậc trong làn âm nhạc và là ca khúc được yêu thích nhất trong năm 2008, chỉ sau ca khúc Umbrella của Rihanna và Jay Z. Vào năm 2008, Shakira nhận được đề cử giải Grammy thứ năm của mình ở đề mục Hợp tác giọng Pop xuất sắc nhất cho ca khúc Beautiful Liar.
Tháng 4 năm 2006, Shakira được tôn vinh trong một lễ từ thiện do Liên Hợp Quốc tổ chức vì những đóng góp của cô trong việc bảo vệ trẻ em Colombia khỏi bạo lực. Tại buổi lễ đó, cô phát biểu: "Sau khi các bạn rời khỏi đây, xin đừng quên ở Châu Mĩ Latin có 960 trẻ em đang chết dần chết mòn".

### 2009: Sự trở lại vớiShe Wolf
Vào năm 2009, Shakira cho ra đời đĩa đơn tiếp theo, She Wolf và album cùng tên She Wolf sau nhiều năm vắng mặt, ca khúc và album đã gây sốc đến giới chuyên môn và vô cùng ngạc nhiên khi cô thay đổi hoàn toàn phong cách lẫn khuôn mặt hiền hậu, She Wolf đang đứng đầu các bảng xếp hạng của Mỹ, Anh và đặc biệt là thành công vượt bậc ở Châu Âu, đĩa nhạc được các giới chuyên môn đánh giá rất cao và một số nhà phê bình còn có nhiều khen ngợi, "Shakira đã khiến tôi thật ngỡ ngàng, She Wolf thật hay và thật lạ, tôi tin rằng ca khúc còn thành công hơn nữa và sẽ giúp cô đoạt được giải Grammy". Điều đó quả thật không sai chút nào "She Wolf ngày càng lan rộng ra thị trường âm nhạc và chiếm ngôi vị đầu bảng xếp hạng ở nhiều nước. Trong năm đó, Shakira được nhận đề cử rất nhiều giải thưởng và đặc biệt là giải thưởng MTV Europe Music Awards, cô giành được 2 đề cử ở hạng mục Nữ nghệ sĩ xuất sắc nhất và Video xuất sắc nhất cho ca khúc She Wolf nhưng cuối cùng giải thưởng lại thuộc về tay của nữ ca sĩ Beyoncé, cựu thành viên của ban nhạc Destiny's Child đã thắng hết cả hai giải.
Khán giả càng lúc càng sững sốt hơn khi cô hợp tác Timbaland hát ca khúc "Give Up To Me", phá vỡ thị trường âm nhạc Mỹ, nhiều giới chuyên môn đánh giá rất cao cho đĩa nhạc. Rob Stringer - chủ tịch tập đoàn Columbia/Epic Label nói: "Xu hướng của các ngôi sao gốc Latin là họ thường có một đến hai bản thu phiên bản tiếng Anh gây ấn tượng mạnh sau đó họ quay lại hát tiếng Tây Ban Nha. Shakira đã làm rất tốt việc duy trì sự nghiệp của mình trên cả hai phương diện tiếng Anh và tiếng Tây Ban Nha.. Shakira đang đấu tranh với hình tượng các nghệ sĩ nữ mẫu mực để xây dựng hình tượng riêng của mình, nhưng cô cũng không bỏ bê sự nghiệp ca hát bằng tiếng Tây Ban Nha. Xét trên phương diện này, Shakira quả thật là người duy nhất thực hiện được kỳ tích đó". Điểm khiến Shakira luôn khác biệt so với những bạn đồng lứa mình là dù trong phong cách nào, từ tango đến bossa nova, từ Andean đến reggaeton, các ca từ của cô cũng rất thông minh và có sức lay động rất lớn. Minh chứng cho điều đó là ca khúc ấn tượng "Ojos Así", một giai điệu mang đậm âm hưởng Trung Đông với guitar điện từ album năm 1998 của cô mang tên "¿Dónde Estan los Ladrones?". Một lần nữa trong "She Wolf", Shakira lại đem lại cho người nghe âm điệu của miền Đông này. Rất nhiều giới chuyên môn cho rằng Shakira là một tài năng âm nhạc hiếm có, chưa có bất kì nghệ sĩ người Mỹ Latin nào có thể vượt bậc đến thế, cô sẽ luôn duy trì hình ảnh của mình trong lòng khán giả.

### 2010:Sale el Sol
Sale el Sol là album thứ 9 của Shakira, gồm phiên bản tiếng Tây Ban Nha và tiếng Anh, được phát hành ngày 31 tháng 8 năm 2010. Album mới ra lò đã xếp thứ 7 trên Billboard 200, và thứ nhất trên Billboard Top Latin Album, trở thành album thứ 4 lọt vào top 10 Billboard 200 của Shakira. Album này nằm trong bảng xếp hạng trong 12 tuần.
Album đã tiêu thụ được 250.000 bản ở Hoa Kỳ và hơn 4.000.000 bản trên toàn thế giới. Album này đã giúp cô giành được 3 đề cử cho giải Latin Grammy. Bao gồm: Album Latin xuất sắc nhất của năm và Giọng ca Latin xuất sắc nhất. Trong đó, cô giành được giải Giọng ca Latin nữ xuất sắc nhất.
Gồm những đĩa đơn Sale el Sol, Loca, Rabiosa, Antes de las Seis và Addicted to You. Trong đó, Rabiosa và Loca đã đạt được 200 triệu lượt xem trên mạng xã hội Youtube.

### World Cup 2010 tại Nam Phi

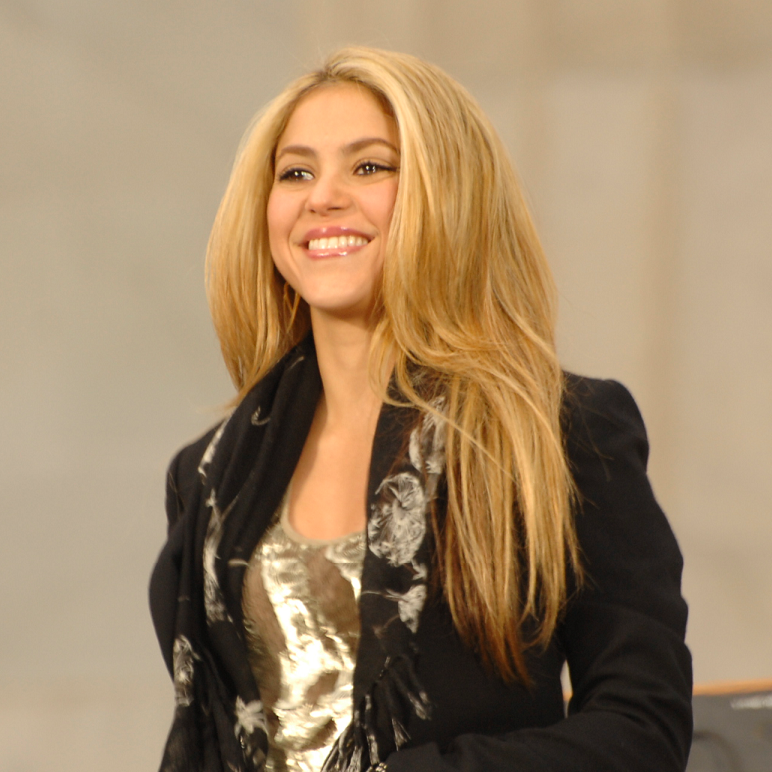
Shakira đang ở bước tiến phát triển nhất trong sự nghiệp của mình

Năm 2010, Shakira đã kết hợp cùng với băng nhạc Freshlyground cho ra mắt bài hát Waka Waka (This Time for Africa). Bài hát này đã được FIFA chọn làm bài hát chính thức cho World Cup 2010 tại Nam Phi, trong Listen Up! The Official 2010 FIFA World Cup Album phát hành ngày 31/5/2010. Waka Waka (This Time for Africa) đứng thứ 4 trong số những MV xem nhiều nhất trên các trang âm nhạc và bảng xếp hạng trên thế giới.

### 2014-2015:Shakira
Sau 4 năm vắng bóng trên thị trường âm nhạc, Shakira đã tung album phòng thu thứ 10 mang tên của mình. Gồm các đĩa đợn Can't Remember to Forget You hợp tác cùng nữ ca sĩ gốc Barbados Rihanna, Nunca Me Acuerdo de Olvidarte (phiên bản tiếng Tây Ban Nha của Can't Remember to Forget You) và Empire. Trong album còn có đĩa đơn Dare (La La La) là một trong những bài hát được chọn cho World Cup 2014. Đĩa đơn Can't Remember to Forget You cũng đạt vị trí 15 trên bảng xếp hạng Billboard Hot 100 và đạt hơn 500 triệu lượt xem trên mạng xã hội Youtube.
Đầu năm 2015, Shakira đã nhận lời hợp tác với ban nhạc Mexico Mana với bài hát Mi Verdad. Bài hát đã đạt đến vị trí đầu bảng của bảng xếp hạng Billboard Latin Songs và Billboard Latin Pop Songs.

### 2016:El Dorado
Shakira bắt tay vào việc viết ra album phòng thu thứ mười một của cô vào đầu năm 2016. Vào tháng 5 năm 2016, cô hợp tác với ca sĩ người Colombia Carlos Vives trong đĩa đơn "La Bicicleta" của ông. Vào ngày 28 tháng 10 năm 2016, Shakira ra mắt đĩa đơn "Chantaje" cùng với nam ca sĩ người Colombia Maluma; mặc dù bài hát là một phần trong album phòng thu thứ mười một của Shakira sắp tới, nhưng trước kia nó được dự định sẽ không phải là đĩa đơn đầu tiên từ album. Vào ngày 7 tháng 4 năm 2017, Shakira phát hành bài hát "Me Enamoré", là đĩa đơn chính thức thứ hai trích từ album phòng thu thứ mười một của cô El Dorado, được phát hành vào ngày 26 tháng 5 năm 2017.

### 2024 – nay:Las mujeres ya no lloran
Vào ngày 15 tháng 2 năm 2024, cô công bố album phòng thu thứ mười hai Las mujeres ya no lloran (tạm dịch: Phụ nữ không còn khóc nữa) trên trang Instagram cá nhân của mình. Album được ra mắt vào ngày 22 tháng 3.

## Vũ đạo & cuộc sống đời tư

### Vũ đạo
Shakira nổi tiếng nhờ kĩ năng vũ đạo của cô. Các bước nhảy chủ yếu dựa trên những động tác lắc hông nghệ thuật - một phần thể hiện dòng máu Lebanon của cô. Trong một cuộc phỏng vấn của kênh truyền hình MTV, mọi người cho rằng cô không bao giờ dùng ngực trong khi nhảy. Thế mà trong "La Tortura" và "Hips Don't Lie", khán giả được thưởng thức nghệ thuật dùng ngực trong các vũ điệu của cô.

### Cuộc sống đời thường
Năm 2000, Shakira có hẹn hò với Antonio de la Rúa, con trai của tổng thống Argentina, Fernando de la Rúa. Cuộc tình này kéo theo hàng loạt các tít báo trên khắp Châu Mĩ Latin. Tháng 3 năm 2001, Antonio cầu hôn cô. Trong thời kì Fernando de la Rúa làm tổng thống, kinh tế của Argentina rơi vào khủng hoảng dẫn đến các cuộc nổi loạn vào tháng 12 năm 2001 tại đất nước này. Tuy lâm vào hoàn cảnh khó khăn nhưng De la Rúa và Shakira vẫn tiến hành lễ đính hôn.
Tháng 2/2011, Shakira bắt đầu mối quan hệ với trung vệ trẻ hơn 10 tuổi của FC Barcelona - Gerard Piqué., dù chưa có hôn thù nhưng mọi người luôn nghĩ rằng họ là vợ chồng và có 2 cậu con trai tên là Milan Piqué Mebarak và Shasha Piqué Mebarak.

## Các giải Grammy và Latin Grammy

### Giải Grammy
Shakira đã từng 5 lần đề cử và thắng được 2 giải Grammy.
| Năm  | Đề cử / Tác phẩm                   | Giải thưởng                         | Kết quả   |
| ---- | ---------------------------------- | ----------------------------------- | --------- |
| 1999 | "¿Dónde Están Los Ladrones?"       | Trình nhạc Latin Rock xuất sắc nhất | Đề cử     |
| 2001 | "MTV Unplugged"                    | Album Latin Pop xuất sắc nhất       | Đoạt giải |
| 2006 | "Fijación Oral Vol. 1"             | Album Latin Rock xuất sắc nhất      | Đoạt giải |
| 2007 | "Hips Don't Lie" (với Wyclef Jean) | Hợp tác nhạc Pop xuất sắc nhất      | Đề cử     |
| 2008 | "Beautiful Liar" (với Beyoncé)     | Hợp tác nhạc Pop xuất sắc nhất      | Đề cử     |

### Giải Latin Grammy
| Năm  | Đề cử / Tác phẩm                               | Giải thưởng                                   | Kết quả   |
| ---- | ---------------------------------------------- | --------------------------------------------- | --------- |
| 2000 | "MTV Unplugged"                                | Album của năm                                 | Đề cử     |
| 2000 | "MTV Unplugged"                                | Album giọng Pop xuất sắc nhất                 | Đề cử     |
| 2000 | Octavo Día                                     | Nữ nghệ sĩ trình diễn nhạc Rock xuất sắc nhất | Đoạt giải |
| 2000 | Ojos Así                                       | Giọng ca nữ trình diễn nhạc Pop xuất sắc nhất | Đoạt giải |
| 2000 | Ojos Así                                       | Video hình thái ngắn xuất sắc nhất            | Đề cử     |
| 2002 | Suerte (Whenever, Wherever)                    | Video hình thái ngắn xuất sắc nhất            | Đoạt giải |
| 2003 | Te Aviso, Te Anuncio (Tango)                   | Bài hát Rock hay nhất                         | Đề cử     |
| 2006 | "Fijación Oral Vol. 1"                         | Album của năm                                 | Đoạt giải |
| 2006 | "Fijación Oral Vol. 1"                         | Album giọng Pop xuất sắc nhất                 | Đoạt giải |
| 2006 | La Tortura (có sự tham gia của Alejandro Sanz) | Thu âm của năm                                | Đoạt giải |
| 2006 | La Tortura (có sự tham gia của Alejandro Sanz) | Bài hát của năm                               | Đoạt giải |
| 2006 | La Tortura (có sự tham gia của Alejandro Sanz) | Video hình thái ngắn xuất sắc nhất            | Đề cử     |
| 2007 | Beautiful Liar (with Beyonce)                  | Thu âm của năm                                | Đề cử     |

## Album
- 1991: Magia
- 1993: Peligro
- 1996: Pies Descalzos
- 1998: ¿Dónde Están los Ladrones?
- 2001: Laundry Service
- 2005: Fijación Oral, Vol. 1
- 2005: Oral Fixation, Vol. 2
- 2009: She Wolf
- 2010: Sale el Sol
- 2014: Shakira
- 2017: El Dorado
- 2024: Las Mujeres Ya No Lloran

Live:
- 2000: MTV Unplugged
- 2004: Live & off the Record
- 2007: Oral Fixation Tour
- 2011: Live from Paris
- 2019: Shakira in Concert: El Dorado World Tour

Album tuyển tập:
- 1997: The Remixes
- 2002: Grandes Éxitos

## Các đĩa đơn nổi bật
| Năm  | Đĩa đơn                                                                      | Vị trí cao nhất trong bảng xếp hạng | Vị trí cao nhất trong bảng xếp hạng | Vị trí cao nhất trong bảng xếp hạng | Vị trí cao nhất trong bảng xếp hạng | Vị trí cao nhất trong bảng xếp hạng | Vị trí cao nhất trong bảng xếp hạng | Vị trí cao nhất trong bảng xếp hạng | Vị trí cao nhất trong bảng xếp hạng | Vị trí cao nhất trong bảng xếp hạng | Vị trí cao nhất trong bảng xếp hạng | Vị trí cao nhất trong bảng xếp hạng | Vị trí cao nhất trong bảng xếp hạng |
| Năm  | Đĩa đơn                                                                      | Thế giới                            | Mỹ                                  | Châu Âu                             | Latin                               | Anh                                 | Úc                                  | Thụy Sĩ                             | Tây Ban Nha                         | Hà Lan                              | Đức                                 | Pháp                                | Ý                                   |
| ---- | ---------------------------------------------------------------------------- | ----------------------------------- | ----------------------------------- | ----------------------------------- | ----------------------------------- | ----------------------------------- | ----------------------------------- | ----------------------------------- | ----------------------------------- | ----------------------------------- | ----------------------------------- | ----------------------------------- | ----------------------------------- |
| 2001 | "Whenever, Wherever"                                                         | 1                                   | 6                                   | 1                                   | 1                                   | 2                                   | 1                                   | 1                                   | 1                                   | 1                                   | 1                                   | 1                                   | 1                                   |
| 2002 | "Underneath Your Clothes"                                                    | 2                                   | 9                                   | 2                                   | —                                   | 3                                   | 1                                   | 2                                   | 2                                   | 1                                   | 2                                   | 2                                   | 3                                   |
| 2005 | "La Tortura" (với Alejandro Sanz)                                            | 2                                   | 23                                  | 2                                   | 1                                   | 34                                  | —                                   | 2                                   | 1                                   | 2                                   | 4                                   | 7                                   | 3                                   |
| 2006 | "Hips Don't Lie" (với Wyclef Jean)                                           | 1                                   | 1                                   | 1                                   | 1                                   | 1                                   | 1                                   | 1                                   | 1                                   | 1                                   | 1                                   | 1                                   | 1                                   |
| 2007 | "Beautiful Liar" (với Beyonce)                                               | 2                                   | 3                                   | 1                                   | 1                                   | 1                                   | 5                                   | 1                                   | 1                                   | 1                                   | 1                                   | 1                                   | 1                                   |
| 2009 | "She Wolf"                                                                   | 2                                   | 11                                  | 4                                   | 1                                   | 4                                   | 18                                  | 3                                   | 2                                   | 13                                  | 2                                   | 4                                   | 1                                   |
| 2010 | "Waka Waka (This Time for Africa)"                                           | 6                                   | 38                                  | 1                                   | 2                                   | 21                                  | 32                                  | 1                                   | 1                                   | 6                                   | 1                                   | 1                                   | 1                                   |
| 2010 | "Loca" (với El Cata / Dizzee Rascal)                                         | 16                                  | 32                                  | 2                                   | 1                                   | —                                   | —                                   | 1                                   | 1                                   | 11                                  | 6                                   | 1                                   | 1                                   |
| 2014 | "Can't Remember to Forget You" (với Rihanna) / Nunca Me Acuerdo de Olvidarte | 18                                  | 15                                  | 1                                   | 1                                   | 11                                  | 18                                  | 7                                   | 2                                   | 15                                  | 8                                   | 5                                   | 13                                  |
| 2014 | "Dare (La La La)"/"La La La (Brasil 2014) (với Carlinhos Brown)              | 20                                  | 2                                   | 4                                   | 2                                   | 106                                 | —                                   | 5                                   | 2                                   | 61                                  | 24                                  | 11                                  | 3                                   |
| Tổng | Quán quân                                                                    | 2                                   | 1                                   | 5                                   | 7                                   | 2                                   | 3                                   | 5                                   | 6                                   | 4                                   | 4                                   | 5                                   | 6                                   |